# Opfergang

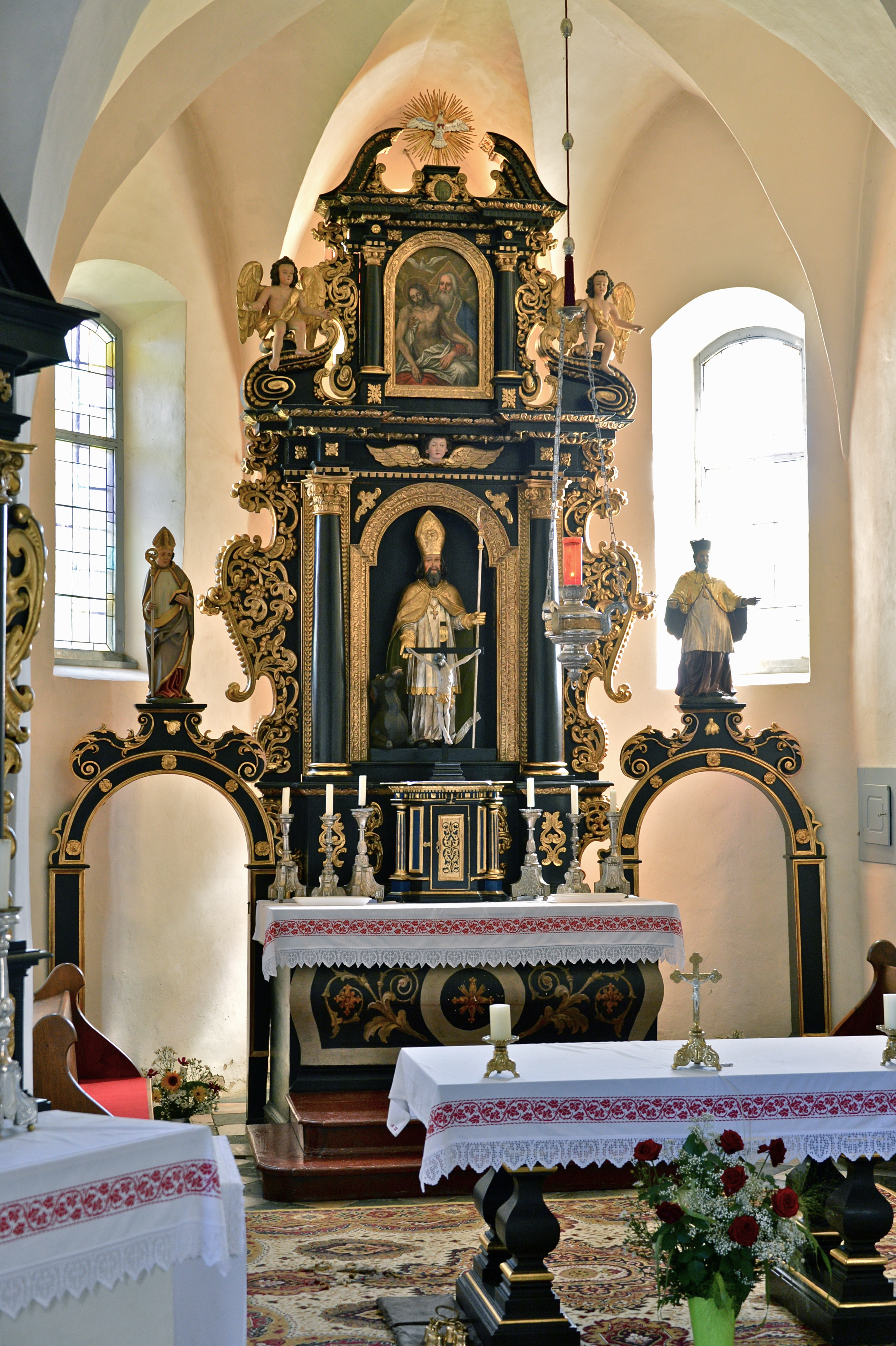
Hochaltar mit Opfergangsportalen in der Pfarrkirche Heiliger Egyd in Tigring, Marktgemeinde Moosburg, Kärnten

Ein Opfergang ist ein Brauch im christlichen Gottesdienst, bei dem die Gläubigen ihr Geldopfer („Opferpfennig“) in einer Prozession zum Altar bringen und dort niederlegen. Opfergänge waren bis in die Neuzeit an gewissen Tagen (Festtage, Hochzeits-, Beerdigungstage, Konfirmation etc.) üblich, im evangelischen Bereich Altarumgang oder Altarumlauf genannt.

## Formen des Opfergangs
Die Gottesdienstteilnehmer gehen in Reihe zum Chorraum der Kirche und legen das Opfer in Opferstöcke, Teller oder Körbe, die mancherorts von Ministranten bereitgehalten werden. Regional nahm diese Spendenprozession ihren Weg auch um den Altar herum. In barocken Kirchen hatten die Altaraufbauten hierzu rechts und links vom Altar Türen, die „Opfergangsportale“, die den Gang hinter dem Altar her ermöglichten. Dabei konnte auch für zwei Zwecke gespendet werden, und es stand ein Opferteller auf der Epistelseite und der andere auf der Evangelienseite. Befindet sich auf der Rückseite ein weiterer vollständiger Altar mit Tabernakel, etwa in der Wallfahrtskirche Zwiefalten, so wird dieser Opfergangsaltar genannt. Solche „Altarumgänge“ oder „Altarumläufe“ waren sowohl im katholischen als auch im evangelischen Gottesdienst üblich. Anlässe waren Taufe, Hochzeitsgottesdienste oder Konfirmationsgottesdienste, wo das Brautpaar oder die Konfirmanden den Altarumlauf machten. Im jüdischen Gottesdienst wird ein Umgang um das Lesepult, die Bima, am Sukkotfest gehalten und für eine gute Ernte gebetet.
Auch bei Naturalspenden, die im Vorraum der Kirche abgelegt wurden, gingen die Spender während des Gottesdienstes symbolisch um den Altar herum. so beispielsweise bis ins 20. Jahrhundert in Slowenien.
In der heiligen Messe fand der Opfergang in der Regel beim Offertorium statt. Es gibt aber auch Zeugnisse für einen Opfergang beim Kyrie, vor dem Evangelium oder beim Gang zur Kommunion, um wiederholtes Gehen aller zum Altar zu vermeiden. Bei bestimmten Anlässen konnte der Opfergang von bestimmten Personen eröffnet werden, etwa dem Brautführer oder dem Vorsteher einer Bruderschaft.
Theologisch gedeutet wird der Opfergang als „tätige Teilnahme am Herrenmahl, die nächst dem gemeinsamen Essen am deutlichsten geschieht durch das Stiften der materiellen Speisen“. In der Bereitstellung von Brot und Wein drücken die Gläubigen „ihre Bereitschaft aus, sich mit Christus dem Vater hinzugeben und den Brüdern zu dienen“.

## Geschichte
In der Alten Kirche war die Eucharistiefeier mit einem gemeinsamen Mahl verbunden, zu dem jeder etwas mitbrachte, und gemeinsam wurde der Tisch gedeckt. Mit der Trennung von Mahl und heiliger Messe erfolgte eine Ritualisierung der Abläufe. Seit dem 2. oder 3. Jahrhundert (Tertullian, Hippolyt, Cyprian) ist bezeugt, dass die Gläubigen zur Messe als selbstverständliche Pflicht Gaben mitbrachten und zum Altar brachten, so in Rom, Mailand und Nordafrika (Augustinus). In der östlichen Kirche und in Gallien legten die Gläubigen hingegen ihre Gaben in einen Raum am Eingang der Kirche, von wo das für die Eucharistie benötigte Brot und der benötigte Wein zum Beginn der Opfermesse von den Klerikern in einer Prozession unter Psalmengesang zum Altar getragen wurden, wie es noch heute in der Göttlichen Liturgie beim „Großen Einzug“ geschieht. In der feierlichen Papstmesse des frühen Mittelalters (8. Jahrhundert) sammelte der Papst, unterstützt von einem Bischof und einem Diakon, die Opfergaben der Gläubigen, Brot und Wein, in der Kirche ein und reichte sie an Subdiakone, die sie in den Altarraum trugen.
Kleriker brachten in der Regel Brot und Wein, Laien meist Naturalgaben, Lebensmittel, Kerzen, Wertgegenstände und seit dem 11. Jahrhundert zunehmend Geld. Die Gaben der Laien wurden verstanden als Almosen für die Armen und als Gabe für den Unterhalt der Kleriker. Unter fränkischem Einfluss entwickelte sich ab dem frühen Mittelalter der Opfergang aller Gläubigen, der sich nach dem Credo als Zug zum Altar bewegte: vorn die Männer, dann die Frauen, zuletzt Priester und Diakone. Fränkische Messerklärer sahen darin einen Anklang an den Einzug Jesu in Jerusalem (Mt 21,1–12 ). Die Weinspenden wurden in Ampullen mitgebracht und von den Diakonen in einen großen Sammelkelch geschüttet. Was nicht für die Zelebration der Messe benötigt wurde, wurde in den Querarmen der Kirche auf Tischen abgestellt und nach dem Gottesdienst karitativen Zwecken zugeführt.
Das Opfern wurde früh als Ehrenrecht verstanden, das kraft der Taufe an das Priestertum der Gläubigen gebunden war und von dem öffentliche Sünder, Büßer, Häretiker und Feinde der Kirche ausgeschlossen waren; auch die Katechumenen durften sich noch nicht am Opfergang beteiligen.  Die Spender wurden im Gottesdienst zunächst namentlich genannt, später fürbittend als Gruppe der Spender. Bis heute wird im 4. Hochgebet gebetet „für alle, die ihre Gaben spenden“, im 1. Hochgebet heißt es: „Gedenke aller, die hier versammelt sind. […] Vor dich, den ewigen, lebendigen und wahren Gott, bringen sie ihre Gebete und Gaben.“
Almosenwesen und Unterhalt der Kleriker lösten sich aus dem unmittelbaren Zusammenhang mit der heiligen Messe. Es entstanden Stiftungen und das Messstipendienwesen. Damit verlor der allgemeine Opfergang der Gläubigen seine Bedeutung und wurde auf die sonntägliche Gemeindemesse, nach der Wende zum 2. Jahrtausend auf Festtage wie Ostern, Weihnachten, Pfingsten, Allerheiligen und Totenmessen, reduziert. Anfang des 16. Jahrhunderts wurde er bei verschiedenen Gelegenheiten wie Trauungs- und Totenmessen noch erwähnt. Der Priester nahm die Gaben an der Epistelseite des Altars entgegen, die Spender küssten den Manipel des Priesters und empfingen ein Segenswort. In der nachtridentinischen Liturgie nach dem Missale Romanum Papst Pius’ V. von 1570, die eine reine „Klerusliturgie“ war, war der Opfergang nicht mehr vorgesehen, das Küssen des Manipels wurde verboten. Ein Grund ist in der Belastung des Opfergangsritus durch die „fiskalischen Wucherungen des späten Mittelalters“ und die Vermeidung eines Verdachts auf Simonie zu sehen: „Werkerei“ auf Seiten der Spender und Gewinnsucht auf Seiten der Priesterschaft, die den Erlös des Opfergangs behalten konnten und teilweise auch für ihren Lebensunterhalt darauf angewiesen war, wurden auch später noch als Gefahr gesehen, genauso wie Störungen des Gottesdienstes durch Darbringung von lebenden Tieren.
Regional blieb der Opfergang aber als Element der Volksfrömmigkeit während der vom Priester vollzogenen Missa lecta noch weiterhin in Übung. Bei Totengottesdiensten ist dies im gesamten deutschen Sprachraum, in Holland und Belgien zu beobachten, ähnlich bei Trauungsmessen. Am Nordrand der Alpen, in Oberschlesien und anderswo war bis ins 20. Jahrhundert an Sonntagen oder sogar werktags der Opfergang üblich: „Jemand aus der Familie, für die die Messe gefeiert wird, eröffnet ihn, andere schließen sich an, zunächst aus der Verwandtschaft, wobei sich die Reihenfolge nach dem Verwandtschaftsgrade richtet.“ Der Priester nahm auf den Opfergang keine Rücksicht, sondern fuhr im „Lesen“ der Messe fort, während die Gläubigen ihre Gaben in Prozession nach vorn brachten.
Für Österreich ordnete Joseph II. 1785 an, dass eine Störung der Messfeier durch den Opfergang vermieden werden solle und der Opfergang vor Beginn des Gottesdienstes stattzufinden habe; auch dürften dabei keine brennenden Kerzen mitgeführt werden, es solle nur Geld geopfert werden. In Bayern gab es im Zuge der Aufklärung ähnliche Tendenzen einer staatlichen Einflussnahme auf kirchliche Praxis; zum Teil wurden dort um diese Zeit noch zwei Opfergänge pro Messfeier gehalten. 1804 dekretierte Joseph Maria von Weichs für die Kurfürstliche Landesdirektion in München, dass „künftig, um die Andacht und Geistessammlung der Anwesenden nicht immerwährend zu stören, bei den pfarrlichen Gottesdiensten nur ein Opfergang statthaben sollte, welcher sogleich nach dem sogenannten Staffelgebete zu beginnen hat.“ Einen Opfergang erst zur Kommunion – wie von der Landesdirektion zunächst vorgesehen – oder nach Ende des Gottesdienstes hielten die befragten Priester im Bistum Passau für „schädlich; viele Schäflein würden sich dann ohne Opfergang davonschleichen, weil die Leute bei diesem zu sehr aufgeklärten Zeitgeiste ohnehin den Gotteshäusern, noch mehr aber den Priestern, nicht nur ihre freiwilligen Gaben, sondern auch ihre schuldigen Reichnisse nach aller Möglichkeit zu entziehen suchten“.
Auch ein stellvertretender Opfergang kam vor, indem nur die Stadtoberen (so in Teilen Spaniens) oder Klosteroberen den sonntäglichen Opfergang vollzogen. Im Bistum Passau war es bis ins 20. Jahrhundert üblich, dass bei der Totenmesse das jüngste weibliche Mitglied aus der Familie des Verstorbenen eine weiße Kerze zum Altar brachte. In Bonn besteht bis heute der im Spätmittelalter entstandene Brauch, dass der Oberbürgermeister jährlich zum Fest der Stadtpatrone Cassius und Florentius, dem 10. Oktober, im Bonner Münster im Namen des Stadtrates eine Kerze opfert und entzündet.
Die Reformatoren lehnten zwar den Opfercharakter der heiligen Messe ab, jedoch blieb das Einsammeln von Gaben auch im protestantischen Gottesdienst erhalten und wird als Dankopfer verstanden.

## Heutige Formen
Bei der Gabenbereitung der heiligen Messe werden die Gaben von Brot und Wein, die in der Regel an der Seite des Altarraums auf einer Kredenz bereitstehen, von Ministranten zum Altar gebracht und dem Priester bzw. Diakon übergeben. Hier ist ein Relikt des Opfergangs zu sehen. Der Klingelbeutel wird von den Einsammlern nach der Kollekte nach vorn gebracht und vor dem Altar oder auf einem Gabentisch im Altarraum abgelegt; in evangelischen Gottesdiensten wird er dort mancherorts vom Liturgen mit einem Segensspruch entgegengenommen. In anderen evangelischen Kirchen ist ein Opfergang aller Gottesdienstbesucher als normale Form der Kollekte üblich, beispielsweise in der Evangelisch-Lutherischen Kirche in Tansania.
Im Zuge der Erneuerung durch die Liturgische Bewegung im 20. Jahrhundert, zu deren Grundprinzipien die Participatio actuosa aller im Gottesdienst gehörte, erhielt der Opfergang eine neue Wertschätzung innerhalb der katholischen Liturgie, und es entwickelten sich neue Formen. So wurde in Gruppenmessen, aber mancherorts auch in der Gemeindemesse ein „Hostienopfergang“ Brauch. Die Gottesdienstbesucher gehen beim Offertorium in Prozession zum Altar und legen dort mit einer kleinen Schaufel eine Hostie in das Ziborium, das der Priester darreicht. Häufiger ist es, dass die Gottesdienstbesucher am Eingang zur Kirche eine Hostie in die bereitgestellte Hostienschale legen, die dann bei der Gabenbereitung mit dem Wein in einer „Gabenprozession“ stellvertretend von Ministranten oder einzelnen Gemeindemitgliedern zum Altar gebracht wird. Solche Riten wurden von Papst Pius XII. in seiner Enzyklika Mediator Dei (1947) gewürdigt: „Sodann bringen die Gläubigen manchmal – und das geschah in früheren Zeiten häufiger – den Dienern des Altares Brot und Wein, damit sie zum Leib und Blut Christi werden.“

„Dann bringt man die Opfergaben zum Altar. Angemessenerweise werden Brot und Wein von den Gläubigen dargereicht, vom Priester aber oder von einem Diakon an einem geeigneten Ort entgegengenommen, um zum Altar gebracht zu werden. Wenn auch die Gläubigen das Brot und den Wein, die für die Liturgie bestimmt sind, nicht mehr wie früher selbst mitbringen, behält der Ritus, sie nach vorne zu tragen, doch Aussagekraft und geistliche Bedeutung.
Auch Geld oder andere Gaben, die von den Gläubigen für die Armen oder für die Kirche gespendet beziehungsweise in der Kirche eingesammelt werden, sind willkommen. Deshalb werden sie an einem geeigneten Ort niedergelegt, nicht jedoch auf dem Tisch der Eucharistie.“

## Besondere Anlässe für den Opfergang
- Brot und Wein wurden bei außerordentlichen Anlässen von Laien zum Altar gebracht: bei der Königskrönung, bei der Jungfrauenweihe, der Primiz, an Hochfesten, bei Trauungs- und Totengottesdiensten.[27]

- Zum Ritus der Papstmesse bei einer Heiligsprechung gehörte von 1391 bis zur Liturgiereform des Zweiten Vatikanischen Konzils, dass in feierlicher Prozession zwei Brote, zwei Fässchen mit Wein und Wasser, fünf Kerzen und drei Käfige mit Tauben und anderen Vögeln in drei Gruppen zum Altar gebracht und dort vom Papst gesegnet wurden; zu jeder Gruppe gehörten vier Adelige als Gabenträger und ein Kardinal. Bei der Bischofsweihe opferte der neugeweihte Bischof bis zum 2. Vatikanischen Konzil zwei Brote, zwei Fässchen mit Wein und zwei Kerzen.[28]
- Am längsten hielt sich der Opfergang bei der Totenmesse. Im 19. Jahrhundert war es in der Champagne (Frankreich) Brauch, dass Verwandte des Toten beim Requiem ein Brot, Wein und eine Kerze zum Altar brachten, anderswo war ein solcher Brauch an Allerseelen üblich. Brot und Mehl oder Semmeln wurden bis ins 20. Jahrhundert in den Alpenländern bei manchen Totenmessen an den Chorschranken niedergelegt.[29] Der Opfergang der ganzen Gemeinde mit Geldopfer beim Requiem war im 20. Jahrhundert zu einer leeren Formalität abgesunken. Er konnte bei großen Beerdigungen bis zur Kommunionspendung dauern. Beim Opfergang wurden die Totenzettel ausgeteilt, und der Opfergang war für manchen ein Anlass zu dokumentieren, dass er teilgenommen hatte; nicht selten verließ man dann nach dem Opfergang den Gottesdienst.[30]
- Auch zum Erntedank ist ein Altarumgang regional üblich, bei der symbolisch ein Geldopfer als Dank an Gott niedergelegt wird.[31] Mancherorts werden an Erntedank Naturalien in Körbe am Kircheingang gelegt, und diese Körbe werden bei der Gabenbereitung zum Altar gebracht.[32]
- An Themensonntagen wie dem Caritassonntag oder dem Sonntag der Weltmission wird mancherorts die Kollekte in Form eines Opfergangs aller gehalten. Liturgiewissenschaftler betonen, dies dürfe nicht geschehen, um „auf diese Weise die Gebefreudigkeit unter Druck zu nehmen“.[33]